# 宋献中
宋献中（1963年9月—），男，湖南宁乡人，暨南大学原校长、管理学院教授、博士生导师。

## 生平
1983年，从湖南财经学院（现湖南大学）获得学士学位。1988年，于西南财经大学获得经济学（会计学）硕士学位。1992年前，在湖南财经学院工作。1992年12月，调入暨南大学。1999年，在西南财经大学获得经济学（财务学）博士学位。2011年起任暨南大学副校长。2018年2月至2024年1月任暨南大学校长、党委副书记。